# H.S. Sibbern
Henrik Steffens Sibbern (4. november 1826 i København – 8. september 1901 sammesteds) var en dansk arkitekt, der bl.a. har tegnet de første byggeforeningshuse og herregården Knuthenborg.

## Karriere
H.S. Sibbern blev født 1826 som søn af professor Frederik Christian Sibbern og Christiane Margaretha Dorothea Clara Louise Ipsen (Ibsen). Han var i murerlære 1845-47 og blev optaget i Kunstakademiets elevklasse oktober 1842, avancerede til 1. bygningsklasse marts 1847, til 2. bygningsklasse januar 1849 og slutteligt til arkitekturklassen januar 1852. I mellemtiden deltog han 1849-50 i Treårskrigen.
Han vandt den lille sølvmedalje marts 1852 og den store sølvmedalje 1855. Sibbern var ansat hos og elev af professorerne G.F. Hetsch, C.G.F. Thielemann og V.Th. Walther. Han udstillede på Charlottenborg Forårsudstilling 1852-53 og på Rådhusudstillingen i København 1901. Sibbern delte sine samtidiges interesse for middelalderarkitektur og mønstermurværk og var med til at præge historicismens første fase.
Sibbern blev bygmester i København 1853, men hans væsentligste indsats skete som arkitekt tilknyttet Arbejdernes Byggeforening. Senere blev opgaverne færre og færre, og han måtte tage til takke med stillingen som tegner hos stadsbygmesteren i København 1865-68.
Sibbern døde ugift og et begravet på Holmens Kirkegård.
Roskilde Museum har tre tegninger af Sibbern.

## Værker
- Ny hovedbygning til Krabbesholm, Hornsherred (1853)
- Amtssygehus, dåre- og tvangsarbejsanstalt for Gl. Roskilde Amt, Roskilde (1855-57, udvidet 1915-16 af Martin Borch, nu Roskilde Amts Sygehus)
- Ringstedgade 3, Roskilde (1856)
- Våbenhus til Vor Frue Kirke, Roskilde (1857)
- Våbenhus til Vellerup Kirke (1862)
- Lille Frederikslunds hovedbygning (1858)
- Herregården Bellinga, Skåne (1863-66)
- Portbygning med smedejernsgitter samt forskellige bygninger, bl.a. enkesædet, avlsgård, skovriderbolig, skyttehus, godsinspektørboligen Egehuset til Knuthenborg (1864-68)
- Amalielund, sammesteds
- Caroline Amalies Asyl, Rigensgade 36, København (1865-66)
- Gæstebolig til Rolighed, Skodsborg (1866-67)
- De første 32 byggeforeningshuse, Sverrigsgade 17-59, Amagerbro, København (1866-67)[1]
- Byggeforeningshuse, Schønbergsgade 18 A-F, Frederiksberg (1868, nedrevet)
- Villa, H.C. Ørsteds Vej 31, Frederiksberg (1868, nedrevet 1901)
- Hovedbygning på Rosenfeldt ved Vordingborg (1868-70, senere lettere ændret af H.C. Glahn)
- Byggeforeningshusene ved Nyboder, Gernersgade, Krusemyntegade og Sct. Pauls Gade, 45 huse (1870-72)[2]
- Bandholm Kirke (1872-74)
- Silkeborg Kirke (1875-77, ombygget 1942-43 af Harald Lønborg-Jensen)
- Borgerskole, Allehelgensgade, Roskilde (1886-87)
- Endvidere forskellige avlsbygninger på landet, en del villaer og raderinger

### Restaureringer og ombygninger
- Vor Frue Kirke, Roskilde (1853-78, indvendig dekoration af B. Kornerup, nyt søndre skib 1887 af J.D. Herholdt)
- Restaurering af Tølløse Slot (1856, siden atter ombygget)[3]
- Ombygning af Villa Belvedere for Isaac W. Heyman, Strandvejen 407, Skovshoved (1870, fredet 1989)[4]
- Tårn på Skt. Nicolai Kirke, Køge (1879)